# Großherzogtum Oldenburg
Das Großherzogtum Oldenburg war ein durch den Wiener Kongress 1815 errichtetes Territorium mit den Landesteilen Herzogtum Oldenburg, Fürstentum Lübeck und Fürstentum Birkenfeld. Das Großherzogtum war Mitglied des Deutschen Bundes. Im Deutschen Krieg 1866 stand es an der Seite Preußens und trat dem Norddeutschen Bund bei. Danach war es ein Gliedstaat des Deutschen Kaiserreichs. Am 11. November 1918 dankte der Großherzog ab und es entstand der Freistaat Oldenburg.

## Geschichte

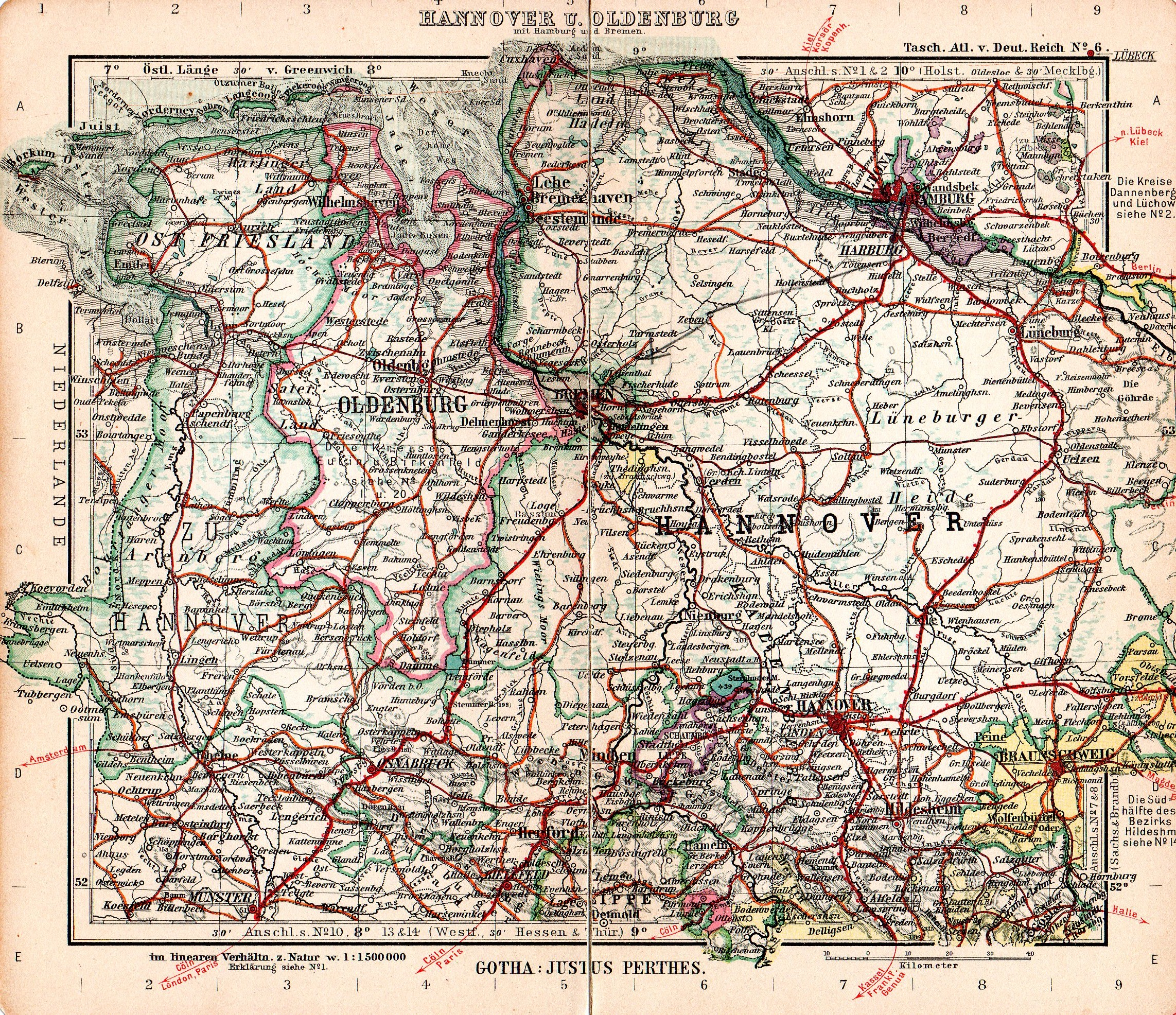
Nordwestdeutschland 1911: Hannover und Oldenburg

### Restitution des Herzogtums und Erhebung zum Großherzogtum
Nach dem Ende der napoleonischen Herrschaft und der sogenannten Oldenburgischen Franzosenzeit kehrte Herzog Peter Friedrich Ludwig 1814 aus dem Exil in sein Land zurück. Auf dem Wiener Kongress 1815 folgte die Erhebung zum Großherzogtum, Peter Friedrich Ludwig nahm den Titel aber zeit seines Lebens nicht an.
Im Zuge der Neuordnung Europas erhielt Oldenburg neben dem bereits bestehenden Fürstentum Lübeck eine weitere Exklave, das Fürstentum Birkenfeld an der Nahe, wodurch das Großherzogtum fortan aus drei geographisch getrennten Landesteilen bestand.
Im Jahr 1818 wurde zudem die seit 1793 unter russischer Verwaltung stehende Herrschaft Jever vom russischen Zaren Alexander I., einem nahen Verwandten des oldenburgischen Hauses, an Oldenburg zurückgegeben.
Nach dem Tode Peter Friedrich Ludwigs 1829 übernahm sein Sohn Paul Friedrich August die Regierung und führte nun offiziell den Titel Großherzog.

### Konstitutionelle Monarchie
Im Zuge der Deutschen Revolution trat am 28. Februar 1849 das Staatsgrundgesetz, die erste oldenburgische Verfassung, in Kraft. Es wurde bereits 1852 wieder revidiert. Nach dem Beitritt zum Deutsch-Österreichischen Postverein wurden am 5. Januar 1852 die ersten Briefmarken des Großherzogtums Oldenburg ausgegeben. Diese hatten allerdings im Fürstentum Birkenfeld keine Gültigkeit, denn dieses wurde postalisch von Preußen verwaltet. 1853 wurde Nikolaus Friedrich Peter Großherzog von Oldenburg. Unter seiner Regierung wurde 1854 die Herrschaft Kniphausen zurück erworben.

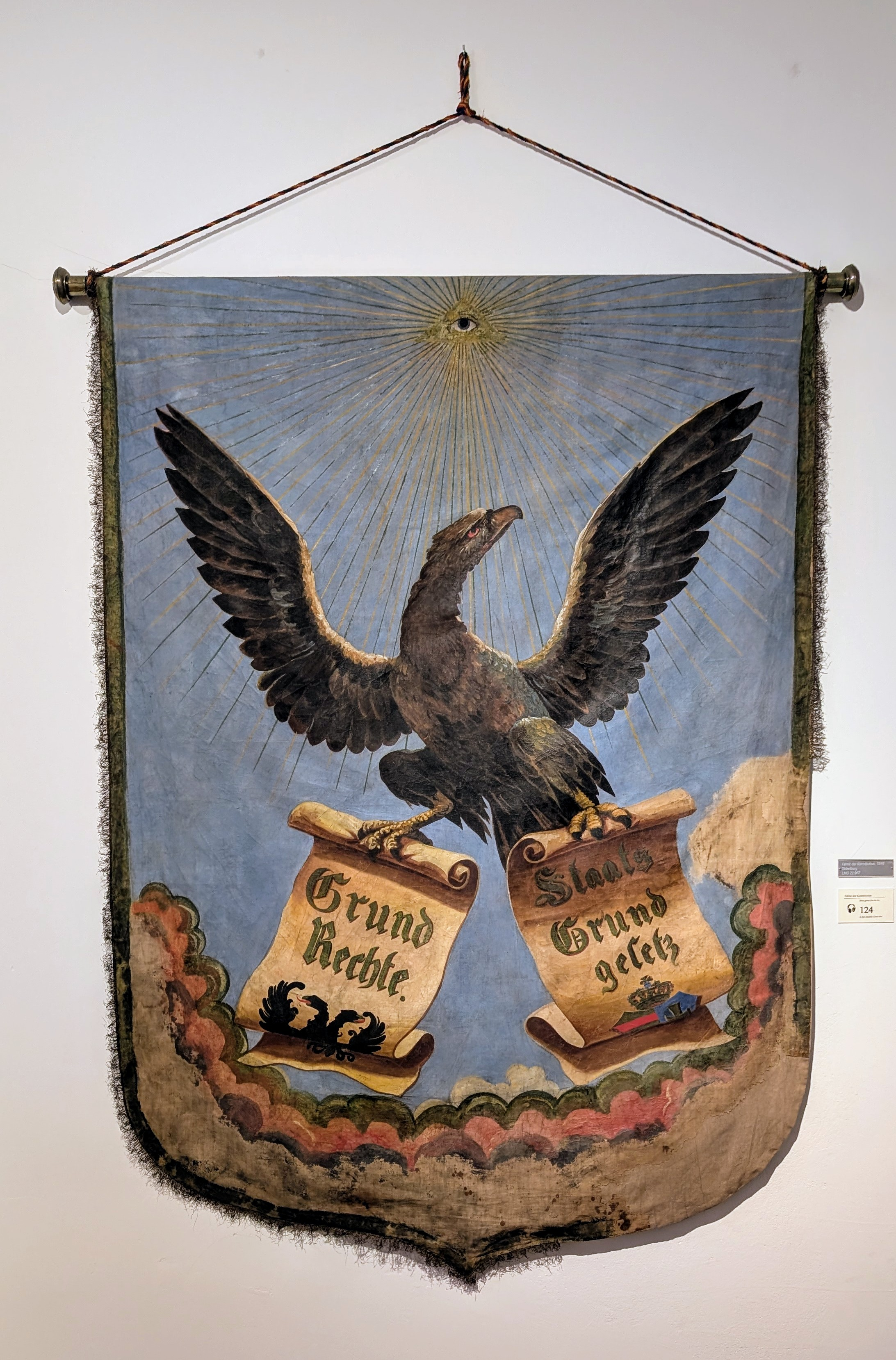
Fahne der Konstitution, angefertigt für die Verabschiedung des Staatsgrundgesetzes Oldenburg an 11. März 1849 (Landesmuseum Kunst und Kultur Oldenburg)

1854 trat Oldenburg dem Deutschen Zollverein bei. Zu Beginn des Jahres 1864 wurde in Oldenburg mit dem Verein zur Pflege verwundeter Krieger die zweite nationale Rotkreuz-Gesellschaft der Geschichte gegründet, die Schirmherrschaft über den Verein übernahm Nikolaus Friedrich Peter.

### Einigungskriege und Deutsches Reich

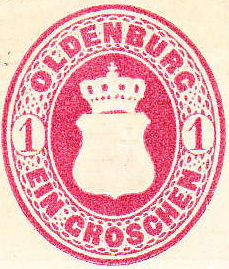
Historische Briefmarke des Großherzogtums Oldenburg

Im Deutsch-Dänischen Krieg 1864 war Oldenburg neutral – die Neutralität wurde jedoch von den preußischen Truppen verletzt (siehe Erstürmung des Schwartauer Schlagbaumes).
Im Deutschen Krieg 1866 kämpften Oldenburgische Truppen auf Seiten Preußens gegen Österreich. Oldenburg trat 1867 dem Norddeutschen Bund bei und gab 1868 sein eigenes Postregal auf.
Das Oldenburgische Infanterie-Regiment Nr. 91 und das Oldenburgische Dragoner-Regiment Nr. 19 nahmen am Deutsch-Französischen Krieg 1870/1871 teil, an dessen Ende die Gründung des Deutschen Reichs stand.
Als Teil des Deutschen Reichs nahm das Großherzogtum Oldenburg 1914–1918 am Ersten Weltkrieg teil. An dessen Ende musste der letzte Großherzog Friedrich August im Zuge der Novemberrevolution 1918 auf den Thron verzichten. Seinen Lebensabend verbrachte er im Schloss Rastede.

## Verwaltung

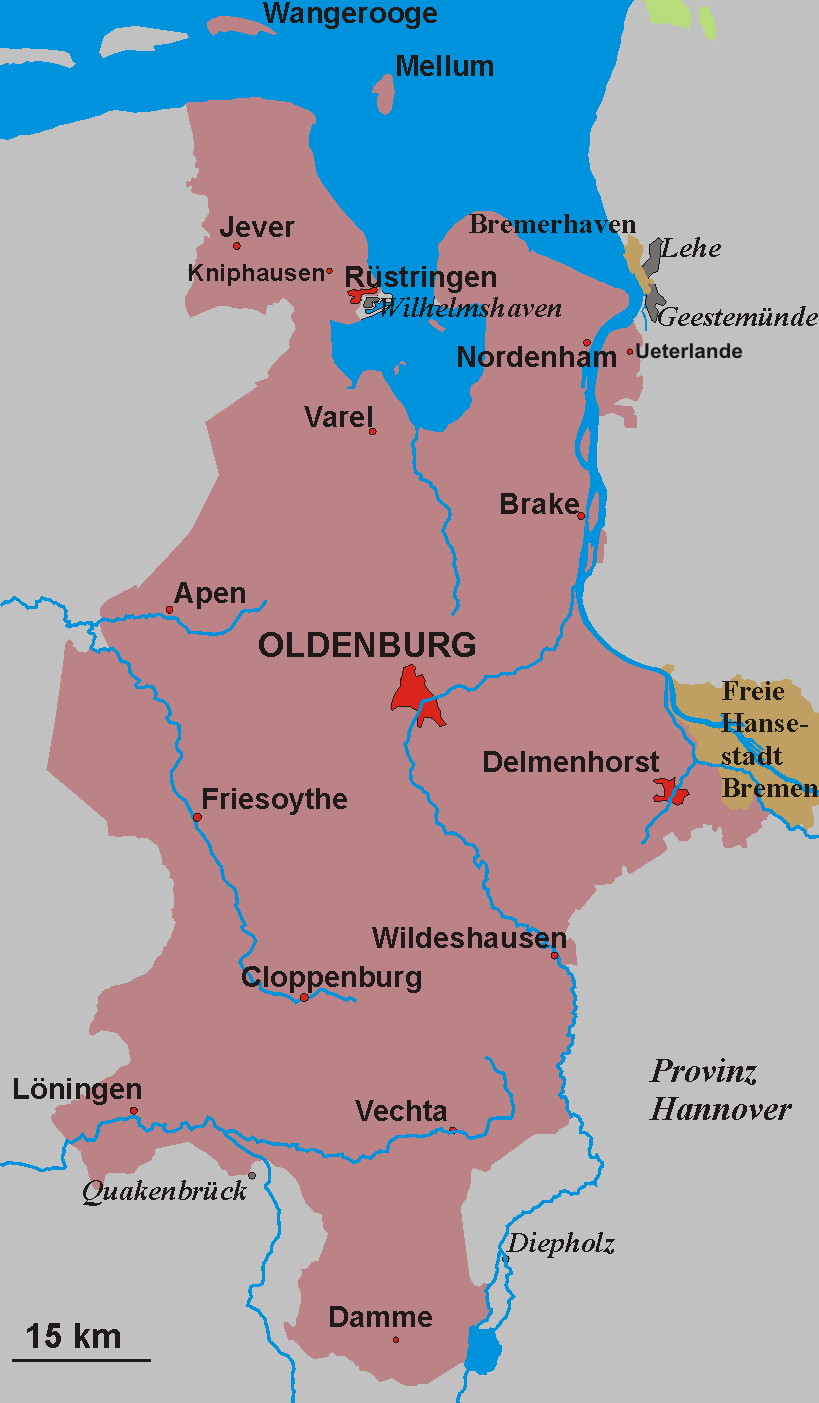
Herzogtum Oldenburg

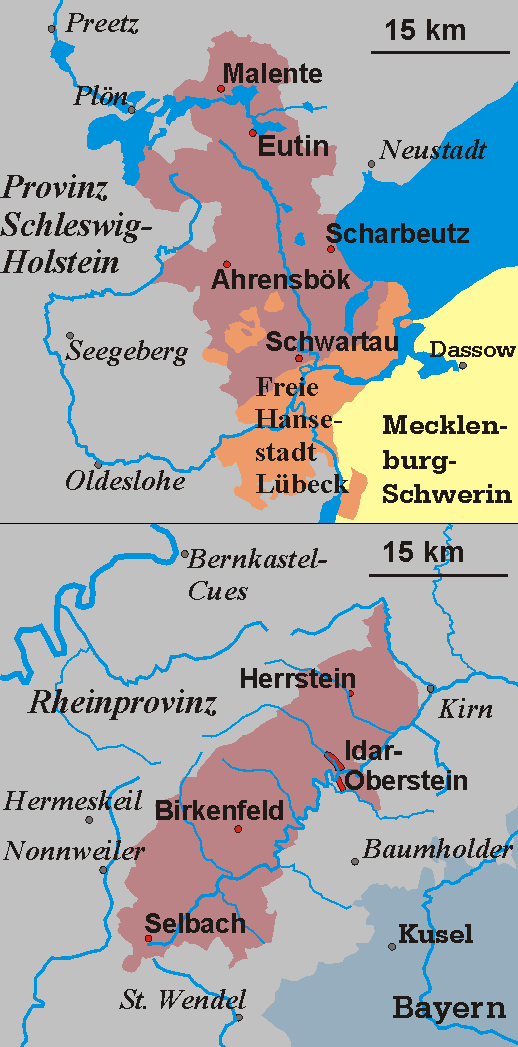
Fürstentümer Lübeck und Birkenfeld

Im Herzogtum Oldenburg bestand 1824–1858 die folgende Verwaltungsgliederung:
- Kreis Oldenburg mit der Stadt Oldenburg und den Ämtern Oldenburg, Elsfleth und Zwischenahn
- Kreis Neuenburg mit den Ämtern Bockhorn, Rastede, Varel und Westerstede
- Kreis Ovelgönne mit den Ämtern Abbehausen, Brake, Burhave, Landwürden und Rodenkirchen
- Kreis Delmenhorst mit den Ämtern Berne, Delmenhorst, Ganderkesee und Wildeshausen
- Kreis Vechta mit den Ämtern Damme, Steinfeld und Vechta sowie der Herrlichkeit Dinklage
- Kreis Cloppenburg mit den Ämtern Cloppenburg, Friesoythe und Löningen
- Herrschaft Jever mit der Stadt Jever und den Ämtern Jever, Minsen und Tettens
- Herrschaft Kniphausen, ab 1854 Amt Kniphausen

1853 wurde das Jadegebiet aus dem Amt Jever herausgelöst und an Preußen abgetreten. Im Jadegebiet entstand in der Folgezeit die Stadt Wilhelmshaven. Im Jahre 1858 wurde im Herzogtum eine umfangreiche Verwaltungsreform durchgeführt. Varel wurde amtsfreie Stadt I. Klasse. Das Amt Zwischenahn ging im Amt Westerstede auf, das Amt Ganderkesee im Amt Delmenhorst, das Amt Bockhorn im Amt Varel und das Amt Rastede im Amt Oldenburg. Die Ämter Minsen, Tettens und Kniphausen kamen zum Amt Jever. Die Ämter Burhave und Abbehausen wurden zum Amt Stollhamm zusammengeschlossen. Das Amt Ovelgönne trat an die Stelle des Amtes Rodenkirchen. Die Einteilung in Kreise und Herrschaften wurde nicht fortgeführt. 1868 wurde das Amt Rastede auf die Ämter Varel und Oldenburg aufgeteilt. 1871 wurde das Amt Steinfeld in das Amt Damme eingegliedert. Bei einer erneuten Gebietsreform wurde 1879 die Anzahl der Ämter weiter reduziert. Das Amt Löningen wurde in das Amt Cloppenburg eingegliedert sowie das Amt Damme ins Amt Vechta. Aus dem Amt Stollhamm wurde das Amt Butjadingen und das Amt Berne kam zum Amt Elsfleth. Die Ämter Landwürden und Ovelgönne zum Amt Brake.
Im Jahre 1902 wurde aus drei Gemeinden des Amtes Jever das neue Amt Rüstringen gebildet. Die Stadt Delmenhorst schied 1903 aus dem Amt Delmenhorst aus und wurde amtsfreie Stadt I. Klasse. Der Landesteil Oldenburg des Großherzogtums besaß somit zuletzt die folgende Gebietseinteilung:
Städte I. Klasse (Amtsfreie Städte)
- Delmenhorst
- Jever
- Oldenburg
- Varel

Ämter
- Brake
- Butjadingen
- Cloppenburg
- Delmenhorst
- Elsfleth
- Friesoythe
- Jever
- Oldenburg
- Rüstringen
- Varel
- Vechta
- Westerstede
- Wildeshausen

Im Fürstentum Birkenfeld bestanden die drei Ämter
- Birkenfeld
- Nohfelden
- Oberstein

1868 wurden die Ämter im Fürstentum Birkenfeld aufgehoben.
Im Fürstentum Lübeck bestanden
- die Stadt Eutin, sowie die Ämter
- Eutin
- Großvogtei
- Kaltenhof
- Kollegiatstift

Seit 1843 gab es nur noch die Ämter Eutin und Schwartau. 1866 kam das bis dahin holsteinische Amt Ahrensbök zum Fürstentum Lübeck. Die Ämter im Fürstentum Lübeck wurden 1868 aufgehoben.
Für die Gerichtsorganisation siehe Gerichte im Großherzogtum Oldenburg.
Verwaltungsgliederung mit Einwohnerzahlen 1871
| Landesteil            | Einwohner 1871 |
| --------------------- | -------------- |
| Fürstentum Birkenfeld | 36.128         |
| Amt                   | Einwohner 1871 |
| Birkenfeld            | 9.730          |
| Nohfelden             | 8.899          |
| Oberstein             | 17.499         |
| Landesteil            | Einwohner 1871 |
| Fürstentum Lübeck     | 34.353         |
| Stadt                 | Einwohner 1871 |
| Eutin                 | 3.700          |
| Amt                   | Einwohner 1871 |
| Ahrensbök             | 7.887          |
| Eutin                 | 10.425         |
| Schwartau             | 12.341         |
| Landesteil            | Einwohner 1871 |
| Herzogtum Oldenburg   | 244.297        |
| Städte I. Klasse      | Einwohner 1871 |
| Jever                 | 4.721          |
| Oldenburg (Oldenbg.)  | 14.928         |
| Varel                 | 4.858          |
| Amt                   | Einwohner 1871 |
| Berne                 | 7.859          |
| Brake Unterweser      | 7.765          |
| Cloppenburg           | 10.420         |
| Damme                 | 14.062         |
| Delmenhorst           | 18.449         |
| Elsfleth              | 8.064          |
| Friesoythe            | 9.636          |
| Jever                 | 22.584         |
| Landwürden            | 1.492          |
| Löningen              | 11.164         |
| Oldenburg             | 27.082         |
| Ovelgönne             | 8.696          |
| Stollhamm             | 12.494         |
| Varel                 | 16.984         |
| Vechta                | 17.229         |
| Westerstede           | 17.709         |
| Wildeshausen          | 8.100          |

## Wappen
Das Wappen ist ein quergeteilter Schild, oben gespalten, unten durch eine aufsteigende Spitze gespalten. Im ersten Feld sind zwei rote Querbalken in Gold (Oldenburg), im zweiten in Blau ein schwebendes goldenes Kreuz (Delmenhorst), im dritten im blauen Feld ein schwebendes mit der Bischofsmütze bedecktes goldenes Kreuz (Fürstentum Lübeck), im vierten ein rot und weiß geschachtes Feld (Birkenfeld), in der Spitze im blauen Feld ein goldener gekrönter Löwe (Jever).
Die Landesfarben sind blau-rot, die Flagge ist blau mit einem roten Kreuz.

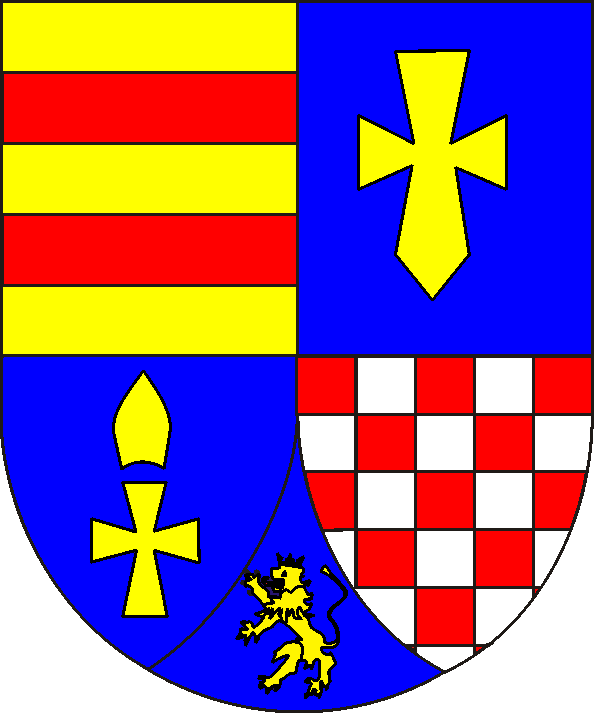
Zentralbehörden des Großherzogtums (1829)
Behörden des Herzogtums Oldenburg
Fürstentum Lübeck (1829)
Fürstentum Birkenfeld (1829)
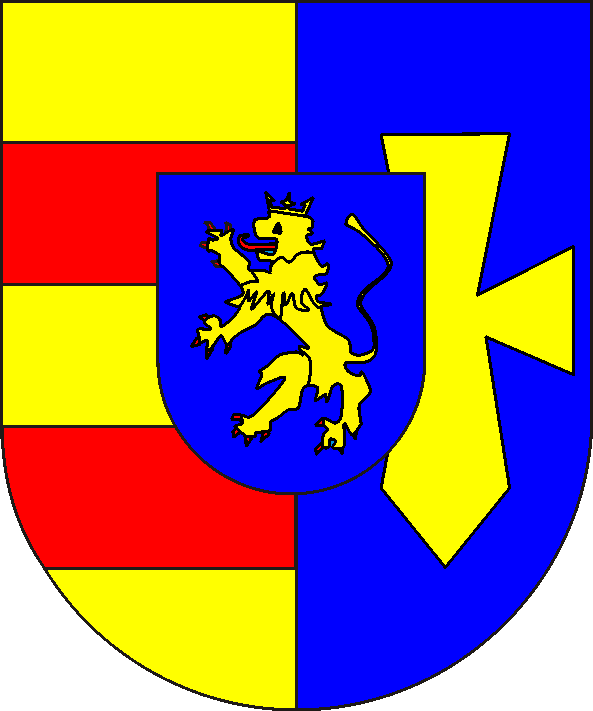
Erbherrschaft Jever (1829)

## Regierende Herzöge und Großherzöge (Gottorp)
| Name                                            | Herrschaft | Bemerkungen                                                                          |
| ----------------------------------------------- | ---------- | ------------------------------------------------------------------------------------ |
| Peter I. (Peter Friedrich Ludwig) (restituiert) | 1813–1829  | seit 1785 bereits Prinzregent, seit 1823 selbst Herzog, seit 1815 de jure Großherzog |
| August I. (Paul Friedrich August)               | 1829–1853  | Annahme des Großherzogstitels                                                        |
| Peter II. (Nikolaus Friedrich Peter)            | 1853–1900  |                                                                                      |
| Friedrich August                                | 1900–1918  | Abdankung als Monarch, jedoch weiterhin Oberhaupt des Hauses Oldenburg               |

## Staatsminister des Großherzogtums Oldenburg
Die Leitung der Regierung erfolgt durch das Staatsministerium. Die drei Minister wurden durch den Großherzog ernannt und entlassen. Regierungschef ist der Präsident des Gesamtministeriums. Das Staatsministerium leitet die Verwaltung im Herzogtum Oldenburg unmittelbar und in den beiden Fürstentümern über lokale Verwaltungen.
| Name                                                      | Amtszeit                |
| --------------------------------------------------------- | ----------------------- |
| Karl Ludwig Friedrich Josef von Brandenstein (1760–1847)  | 12.10.1814 – 30.06.1842 |
| Günther Heinrich Freiherr von Berg (1765–1843)            | 01.07.1842 – 09.09.1843 |
| Wilhelm Ernst Freiherr von Beaulieu-Marconnay (1786–1859) | 09.09.1843 – 01.08.1848 |
| Johann Heinrich Jakob Schloifer (1790–1867)               | 01.08.1848 – 13.08.1849 |
| Christian Diedrich von Buttel (1801–1878)                 | 13.08.1849 – 01.05.1851 |
| Peter Friedrich Ludwig Freiherr von Rössing (1805–1874)   | 01.05.1851 – 23.06.1874 |
| Karl von Berg (1810–1894)                                 | 23.06.1874 – 01.10.1876 |
| Friedrich Andreas Ruhstrat (1818–1896)                    | 01.10.1876 – 14.03.1890 |
| Günther Jansen (1831–1914)                                | 14.03.1890 – 19.08.1900 |
| Wilhelm Friedrich Willich (1846–1917)                     | 19.08.1900 – 17.08.1908 |
| Friedrich Julius Heinrich Ruhstrat (1854–1916)            | 17.08.1908 – 03.01.1916 |
| Franz Friedrich Paul Ruhstrat (1859–1935)                 | 03.01.1916 – 06.11.1918 |

## Parteien
Das Großherzogtum war eine Hochburg des Liberalismus. Die Bildung politischer Parteien im 19. Jahrhundert wurde geprägt durch die Teilung des Landes in zwei kulturell und konfessionell sehr unterschiedliche Gebiete, den protestantischen Norden mit starkem Liberalismus und den katholischen Süden mit einer starken Zentrumspartei. Der Oldenburgische Landtag war kein starkes Parlament und wurde bis zur Wahlrechtsreform 1909/1911 nur indirekt gewählt, so dass die Parteienkonkurrenz sich stärker auf die Reichstagswahlen fokussierte.
Der protestantische Norden – das Stammland und die Exklaven Birkenfeld und Lübeck – wählte weit überwiegend liberal, entweder linksliberal (Freisinnige, Fortschrittspartei) oder nationalliberal, wobei sich die Nationalliberale Partei teilweise eng mit dem Bund der Landwirte (BdL) alliierte, der im benachbarten Preußen eigentlich die Hausmacht der Deutschkonservativen Partei war. Die Konservativen spielten jedoch im Großherzogtum praktisch keine Rolle, da auch Mittelstand, Landwirte und Grundeigentümer liberal eingestellt waren, Adel und Offizierskorps politisch nur begrenzt wirkten. Bei Reichstagswahlen gewannen in der Regel die Kandidaten des linksliberalen Freisinns die beiden nördlichen Wahlkreise des Landes. Die Industrialisierung und Urbanisierung des Landes waren eher schwach, weshalb Arbeiterparteien einen schwierigen Start hatten. Die sozialen Verhältnisse in Oldenburg waren weniger konfliktreich als anderswo. In den Industrieorten am Jadebusen und an der Wesermündung wurde die Sozialdemokratie jedoch Schritt für Schritt erfolgreicher, bis sie bei den Reichstagswahlen 1912 rund 33 Prozent der Stimmen im Großherzogtum gewann. Der Süden, also der Raum Vechta und Cloppenburg, der vor 1815 dem Bistum Münster zugerechnet wurde, war weit überwiegend katholisch. In diesem Milieu bildete sich ein organisierter politischer Katholizismus heraus, der ab 1870 zur Dominanz der Zentrumspartei führte. Bei Wahlen verzichteten die anderen Parteien oft darauf, überhaupt Kandidaten aufzustellen. Dennoch war die Wahlbeteiligung stets überdurchschnittlich hoch, weil die katholische Bevölkerung mit dem Wahlgang demonstrativ ihre Überzeugung kundtun wollte. Bei Reichstagswahlen gewann das Zentrum immer den 3. oldenburgischen Wahlkreis, der allerdings auch das protestantische, industriell und damit sozialdemokratische Delmenhorst umfasste.

## Währung
Die Währung in Oldenburg nach 1815 und bis 1857 war der Reichstaler à 72 Groten à 5 Schwaren, 1857–1873 der Taler à 30 Groschen à 12 Pfennige (auch weiterhin Schwaren genannt).
1873 bekam das Deutsche Reich und damit auch Oldenburg die Mark als Einheitswährung. Ein bisheriger Taler war 3 Mark wert.